# トップサイド
トップサイドとは、オーケストラにおいてコンサートマスターの隣で演奏するヴァイオリン奏者を指す。楽団によって第1ヴァイオリンの首席奏者、あるいはコンサートマスターを首席として次席奏者と呼ぶ場合がある。
トップサイドは、特にパンフレットに掲載されたりはせず、定まった職務とするものではないが、楽団の最前列で演奏し、コンサートマスターを補佐して指揮者の意向をオーケストラ全体に反映するのに重要な役職である。コンサートマスターが複数いるオーケストラでは、コンサートマスターが交代で務める場合と、別の奏者が務める場合とがある。